# Idioma proto-oceánico
Proto-oceánico (abreviado POc) es una protolengua que los lingüistas históricos desde Otto Dempwolff han reconstruido como el hipotético ancestro común del subgrupo oceánico de la familia de lenguas austronesias. El proto-oceánico es descendiente del idioma protoaustronesio (PAN), el ancestro común de las lenguas austronesias.
El proto-oceánico probablemente se habló hacia finales del tercer milenio a. C. en el archipiélago de Bismarck, al este de Papúa Nueva Guinea. Arqueólogos y lingüistas coinciden actualmente en que su comunidad coincide más o menos con la cultura Lapita.

## Características lingüísticas
La metodología de la lingüística comparativa, junto con la relativa homogeneidad de las lenguas oceánicas, permiten reconstruir con razonable certeza las principales propiedades lingüísticas de su ancestro común, el proto-oceánico. Como todas las hipótesis científicas, debe entenderse que estas reconstrucciones reflejan obviamente el estado de la ciencia en un momento particular; El detalle de estas reconstrucciones sigue siendo objeto de mucha discusión entre los estudiosos oceanicistas.

### Fonológia
La fonología de POc puede reconstruirse con razonable certeza.
Proto-oceánico tenía cinco vocales: *i, *e, *a, *o, *u, sin contraste de longitud.
Se reconstruyen veintitrés consonantes.  Cuando la transcripción convencional de un protofonema difiere de su valor en el AFI, se indica este último:
|              |                     | Labiovelares | Bilabiales | Alveolares | Palatales | Velares | Uvulares |
| ------------ | ------------------- | ------------ | ---------- | ---------- | --------- | ------- | -------- |
| Oclusivas    | Sordas              | *pw /pʷ/     | *p         | *t         | *c        | *k      | *q       |
| Oclusivas    | Prenasalizadas      | *bw /ᵐbʷ/    | *b /ᵐb/    | *d /ⁿd/    | *j /ᶮɟ/   | *g /ᵑɡ/ |          |
| Nasales      | Nasales             | *mw /mʷ/     | *m         | *n         | *ñ /ɲ/    | *ŋ      |          |
| Fricativas   | Fricativas          |              |            | *s         |           |         |          |
| Róticas      | Vibrantes simples   |              |            | *R /ɾ/     |           |         |          |
| Róticas      | Vibrantes múltiples |              |            | *r         |           |         |          |
| Róticas      | Prenasalizadas      |              |            | *dr /ⁿr/   |           |         |          |
| Laterales    | Laterales           |              |            | *l         |           |         |          |
| Aproximantes | Aproximantes        | *w           |            |            | *y /j/    |         |          |

Basado en evidencia de las lenguas Oceánicas meridionales y de las lenguas Micronesias, Lynch (2003) propone que la serie bilabial puede haber sido realizada fonéticamente como palatalizadas: /pʲ/ /ᵐbʲ/ /mʲ/.

### Orden de las palabras
Muchas lenguas oceánicas de Papúa Nueva Guinea, Vanuatu, las Islas Salomón y Micronesia son lenguas SVO, o lenguas verbales mediales. El orden de las palabras SOV, u final del verbo, se considera tipológicamente inusual para las lenguas austronesias y solo se encuentra en algunas lenguas oceánicas de Papúa Nueva Guinea y, en mayor medida, en las Islas Salomón. Esto se debe a que el orden de las palabras SOV es muy común en algunas lenguas papúes no austronesias en contacto con lenguas oceánicas. A su vez, la mayoría de las lenguas polinesias, y varias lenguas de Nueva Caledonia, tienen el orden de palabras VSO. Aún es discutible si el Proto-oceanico tenía SVO o VSO.